# هربتش
هربتش (به چکی: Hřebeč) یک منطقهٔ مسکونی در جمهوری چک است که در شهرستان کلادنو واقع شده‌است.